# Гамстеде
Гамстеде (нід. Haamstede) — село в нідерландській провінції Зеландія. Входить до муніципалітету Схаувен-Дьойвеланд.
Його площа становить 1,02 км², а населення станом на 2021 рік складало 2 020 осіб.
Перша згадка про населений пункт датується 1229 роком.
До 1961 року мало статус окремого муніципалітету.

## Галерея

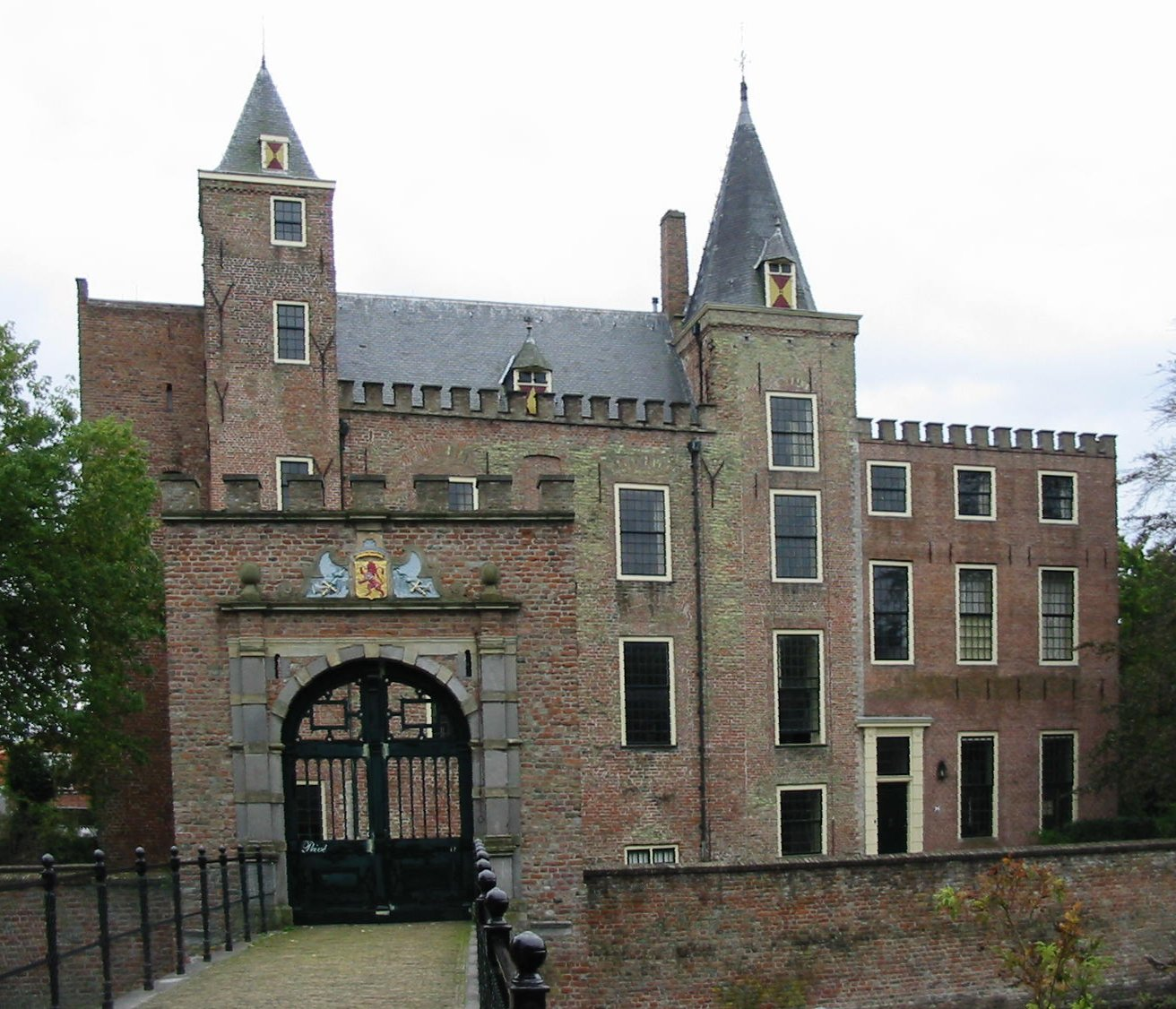
Замок Гамстеде
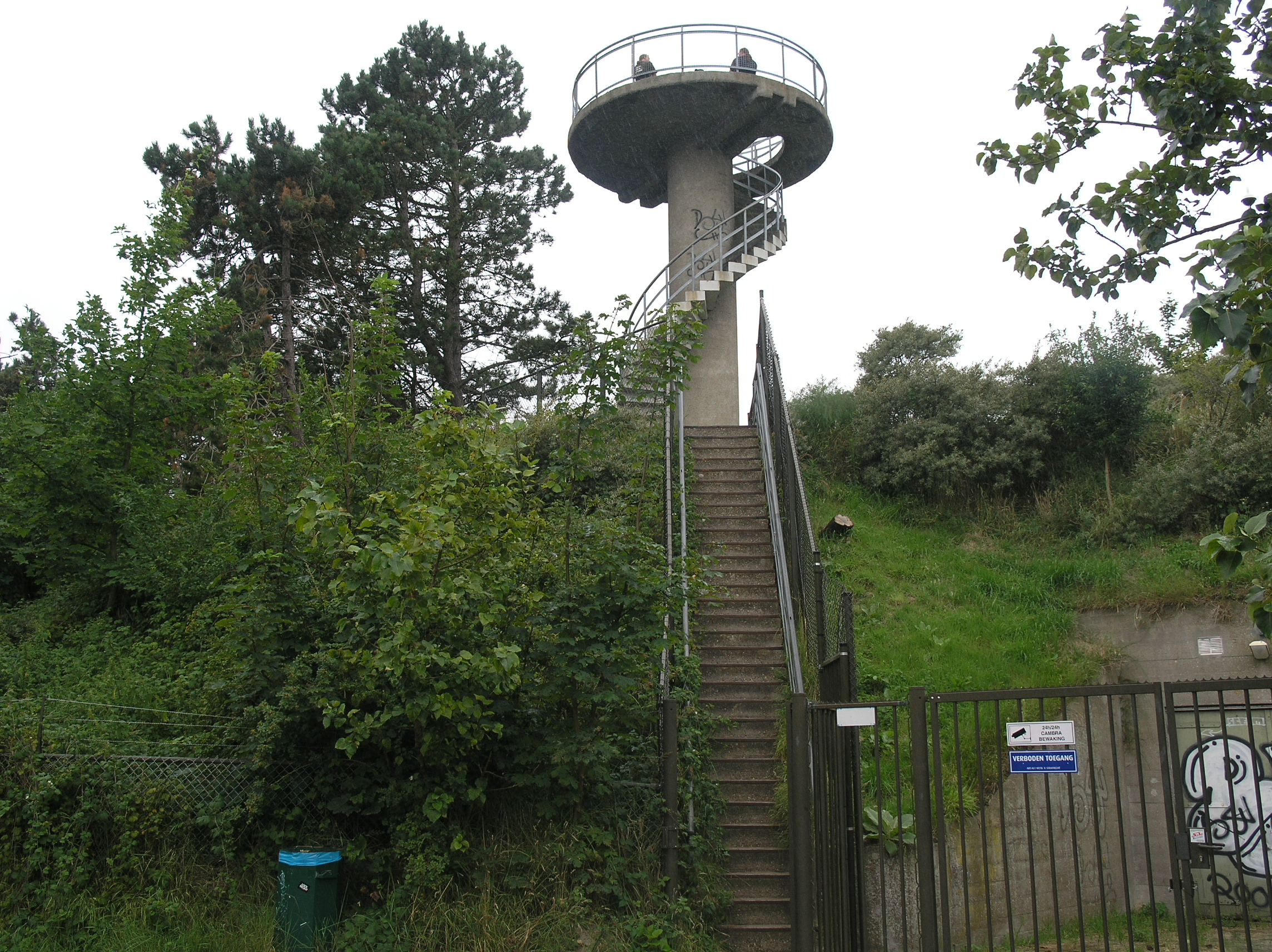
Воднапірна вежа
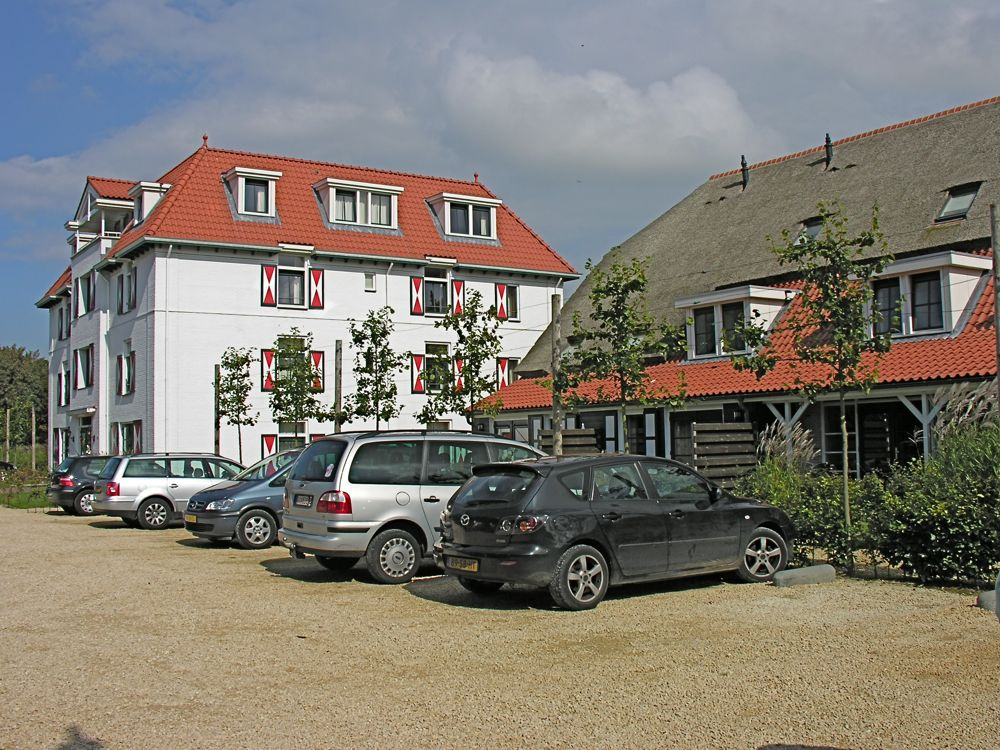
Готель у селі